# Sara Däbritz
Sara Däbritz (Amberg, 15 febbraio 1995) è una calciatrice tedesca, centrocampista del Real Madrid e della nazionale tedesca.
Plurititolata con le nazionali sia a livello giovanile, vincendo l'Europeo 2012 con l'Under-17 e il Mondiale di Canada 2014 con l'Under-20, che con la nazionale maggiore, conquistando il titolo di Campione d'Europa a Svezia 2013 e la Medaglia d'oro alle Olimpiadi di Rio 2016, i titoli a livello di club si limitano al titolo di Campione di Germania al termine del campionato 2015-2016, più una serie di piazzamenti.

## Carriera

### Club
Sara Däbritz inizia la sua carriera tesserandosi con lo SpVgg Ebermannsdorf, dove rimane fino all'età di 13 anni prima di trasferirsi al JFG Vilstal. Qui rimane per tre anni per passare al Weiden 2010 dove rimane un anno prima di trasferirsi nuovamente, durante la sessione invernale di calciomercato 2011/2012, al Friburgo.
Pur inserita nella squadra che disputa il campionato giovanile B-Juniorinnen, Däbritz è aggregata anche alla squadra titolare, facendo il suo debutto in Frauen-Bundesliga il 26 febbraio 2012, alla 13ª giornata di campionato, con il tecnico Milorad Pilipović che la fa partire titolare nell'incontro perso per 3-0 con il Bayern Monaco. In quello stesso campionato il 25 marzo, 16ª giornata, va in rete per la prima volta in Bundesliga, aprendo le marcature al 23' nell'incontro poi vinto per 3-0 sulle avversarie del Lokomotive Lipsia Rimane con la società con sede a Friburgo in Brisgovia altre tre stagioni, raggiungendo come migliore risultato il 5º posto nel campionato 2012-2013 e giungendo per tre volte consecutive in semifinale in Coppa di Germania, congedandosi con un tabellino personale di 79 presenze, delle quali 10 in Coppa, e 10 reti, delle quali 7 in campionato.
Durante il calciomercato estivo 2015 Däbritz sottoscrive un contratto con il Bayern Monaco dalla stagione entrante, società con la quale affina le proprie caratteristiche diventandone un'importante pedina anche nel reparto offensivo. Con la società di Monaco di Baviera rimane quattro stagioni, conquistando il titolo di Campione di Germania al termine del campionato 2015-2016, ottenendo come migliore risultato in Coppa di Germania le semifinali nella stagione 2018-2019 e giocando, grazie ai secondi posti ottenuti in campionato dietro al Wolfsburg, quattro UEFA Women's Champions League, ottenendo come migliore risultato le semifinali nella stagione 2018-2019. Con il Bayern Monaco complessivamente gioca 80 incontri di campionato siglando 31 reti, alle quali si aggiungono 24 presenze e 6 gol in Coppa e 14 presenze, con 2 reti, in Champions League, sempre nel ritorno degli ottavi di finale, alle russe del Rossijanka nella stagione 2016-2017 e alle svizzere del Zurigo in quella 2018-2019.
Nell'estate 2019 decide di trasferirsi all'estero, siglando il 1º luglio un contratto triennale con le francesi del Paris Saint-Germain per giocare in Division 1 Féminine dal campionato entrante. Alla scadenza del contratto con la società parigina, ha cambiato squadra e si è trasferita all'Olympique Lione, rimanendo a giocare nel campionato francese.

### Nazionale
Däbritz viene convocata dalla Federcalcio tedesca (DFB) dal 2010, inizialmente nella formazione under 15, debuttando il 7 aprile di quell'anno, nell'amichevole giocata a Kerkrade contro la selezione pari età dei Paesi Bassi, segnando la sua prima rete con la maglia della nazionale tedesca nella sua seconda e ultima partita internazionale con la U-15, il successivo 24 giugno a Porsgrunn/Skien, aprendo le marcature al 16' nell'incontro vinto per 2-0 con le avversarie della Norvegia.
Dello stesso anno è anche la sua prima convocazione nella formazione Under-17, chiamata per la doppia amichevole con Israele under 19 del 14 e 16 dicembre, debuttando nel primo incontro a Rishon le Zion e siglando la sua prima rete nella seconda, a Kfar Saba, quella che al 67' fissa sul 5-0 il risultato nell'incontro vinto dalle tedesche.
L'anno successivo è inserita in rosa dal selezionatore Ralf Peter per le qualificazioni all'edizione 2011 del campionato Europeo di categoria, debuttando in una competizione ufficiale UEFA al secondo turno di qualificazione, giocando tutti i tre incontri prima dell'accesso alla fase finale, dove segna una tripletta alla Russia, la semifinale del 28 luglio, persa con la Francia ai tiri di rigore dopo che i tempi regolamentari erano terminati sul 2-2, e conquista il terzo posto nel torneo battendo 8-2 l'Islanda nella finalina e dove apre le marcature al 12'.

## Statistiche

### Presenze e reti nei club
Statistiche aggiornate al 20 ottobre 2024.
| Stagione                   | Squadra                    | Campionato                 | Campionato | Campionato | Coppe nazionali | Coppe nazionali | Coppe nazionali | Coppe continentali | Coppe continentali | Coppe continentali | Altre coppe | Altre coppe | Altre coppe | Totale | Totale |
| Stagione                   | Squadra                    | Comp                       | Pres       | Reti       | Comp            | Pres            | Reti            | Comp               | Pres               | Reti               | Comp        | Pres        | Reti        | Pres   | Reti   |
| -------------------------- | -------------------------- | -------------------------- | ---------- | ---------- | --------------- | --------------- | --------------- | ------------------ | ------------------ | ------------------ | ----------- | ----------- | ----------- | ------ | ------ |
| 2011-2012                  | Friburgo                   | BL                         | 9          | 1          | CG              | -               | -               |                    | -                  | -                  | -           | -           | -           | 9      | 1      |
| 2012-2013                  | Friburgo                   | BL                         | 17         | 0          | CG              | 3               | 0               |                    | -                  | -                  | -           | -           | -           | 20     | 0      |
| 2013-2014                  | Friburgo                   | BL                         | 21         | 5          | CG              | 4               | 3               |                    | -                  | -                  | -           | -           | -           | 25     | 8      |
| 2014-2015                  | Friburgo                   | BL                         | 22         | 1          | CG              | 3               | 0               |                    | -                  | -                  | -           | -           | -           | 25     | 1      |
| Totale Friburgo            | Totale Friburgo            | Totale Friburgo            | 69         | 7          |                 | 10              | 3               |                    | -                  | -                  |             | -           | -           | 79     | 10     |
| 2015-2016                  | Bayern Monaco              | BL                         | 22         | 9          | CG              | 4               | 1               | UWCL               | 2                  | 0                  | -           | -           | -           | 28     | 10     |
| 2016-2017                  | Bayern Monaco              | BL                         | 22         | 1          | CG              | 2               | 2               | UWCL               | 5                  | 1                  | -           | -           | -           | 29     | 4      |
| 2017-2018                  | Bayern Monaco              | BL                         | 16         | 8          | CG              | 4               | 0               | UWCL               | 0                  | 0                  | -           | -           | -           | 20     | 8      |
| 2018-2019                  | Bayern Monaco              | BL                         | 20         | 13         | CG              | 4               | 0               | UWCL               | 7                  | 1                  | -           | -           | -           | 31     | 14     |
| Totale Bayern Monaco       | Totale Bayern Monaco       | Totale Bayern Monaco       | 80         | 31         |                 | 14              | 3               |                    | 14                 | 2                  |             | -           | -           | 108    | 36     |
| 2019-2020                  | Paris Saint-Germain        | D1                         | 9          | 4          | CF              | 2               | 0               | UWCL               | 4                  | 0                  | SF          | 1           | 0           | 12     | 8      |
| 2020-2021                  | Paris Saint-Germain        | D1                         | 18         | 3          | CF              | 1               | 1               | UWCL               | 7                  | 1                  | -           | -           | -           | 26     | 25     |
| 2021-2022                  | Paris Saint-Germain        | D1                         | 18         | 8          | CF              | 3               | 2               | UWCL               | 8                  | 1                  | -           | -           | -           | 29     | 11     |
| Totale Paris Saint-Germain | Totale Paris Saint-Germain | Totale Paris Saint-Germain | 45         | 15         |                 | 6               | 3               |                    | 19                 | 2                  |             | 1           | 0           | 72     | 16     |
| 2022-2023                  | Olympique Lione            | D1                         | 12         | 4          | CF              | 5               | 1               | UWCL               | 2                  | 1                  | SF          | 1           | 0           | 20     | 6      |
| 2023-2024                  | Olympique Lione            | D1                         | 16         | 8          | CF              | 4               | 1               | UWCL               | 8                  | 4                  | SF          | -           | -           | 30     | 9      |
| 2024-2025                  | Olympique Lione            | PL                         | 4          | 1          | CF              | -               | -               | UWCL               | 2                  | 0                  | SF          | -           | -           | 4      | 0      |
| Totale Olympique Lione     | Totale Olympique Lione     | Totale Olympique Lione     | 32         | 13         | -               | 9               | 2               | -                  | 12                 | 5                  | -           | 1           | 0           | 54     | 20     |
| Totale carriera            | Totale carriera            | Totale carriera            | 226        | 66         |                 | 39              | 11              |                    | 45                 | 9                  |             | 2           | 0           | 279    | 68     |

## Palmarès

### Club
- Campionato tedesco: 1

Bayern Monaco: 2015-2016
- Campionato francese: 1

Paris Saint-Germain: 2020-2021
Olympique Lione: 2022-2023
- Coppa di Francia: 1

Olympique Lione: 2022-2023
- Supercoppa francese: 1

Olympique Lione: 2022

### Nazionale
- Oro olimpico: 1

Rio de Janeiro 2016
- Campionato europeo femminile di calcio: 1

2013
- Campionato mondiale under 20: 1

2014
- Campionato d'Europa under 17: 1

2012
- Algarve Cup: 1

2014

### Individuale
- Scarpa di bronzo: 1

Campionato mondiale femminile under 20 di calcio 2014
- Fritz-Walter-Medaille

 Oro 2014
 Argento 2013
 Bronzo 2012